# Flexicrurum flexicrurum
Flexicrurum flexicrurum är en spindelart som beskrevs av Tong och Li 2007. Flexicrurum flexicrurum ingår i släktet Flexicrurum och familjen Ochyroceratidae. Inga underarter finns listade i Catalogue of Life.